# Fórmula 4

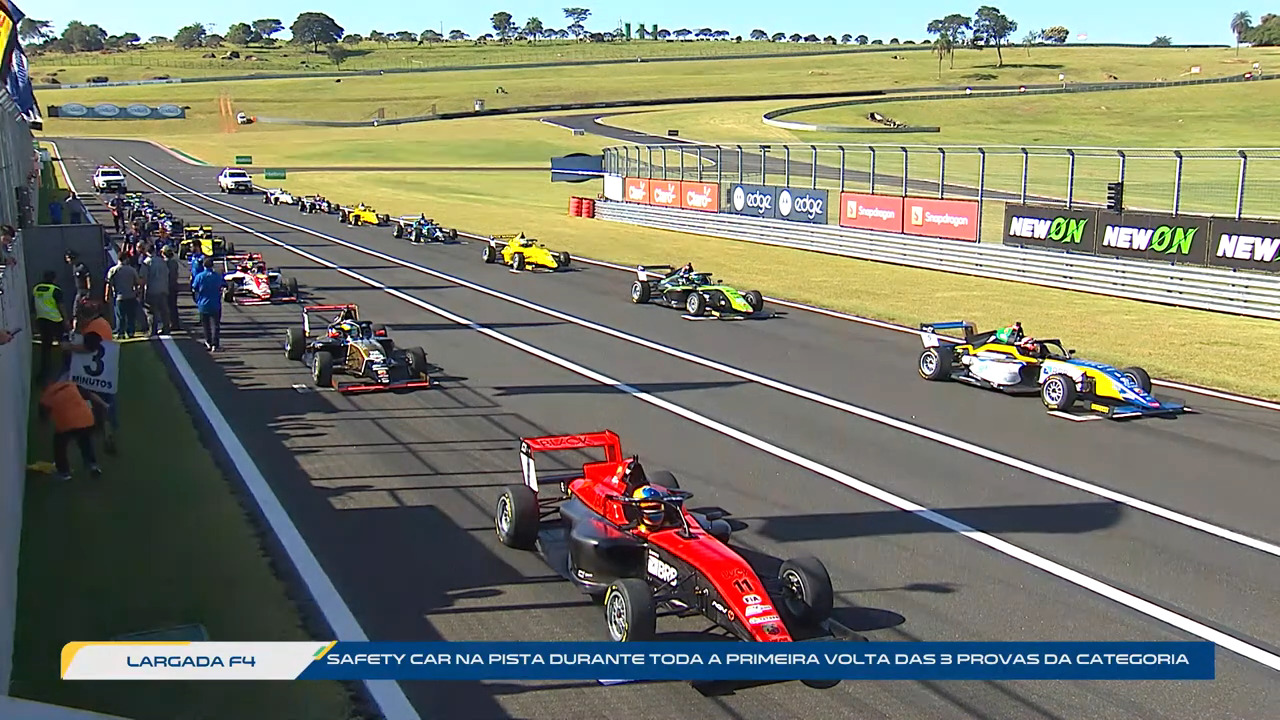
Largada da etapa inaugural da F4 Brasileira em Maio de 2022

A Fórmula 4, também chamada de FIA F4, é uma categoria de fórmula destinada a pilotos novatos. Não há um campeonato mundial, mas nações ou regiões individuais podem sediar seus próprios campeonatos, em conformidade com um conjunto universal de regras e especificações, como mesmos chassis, motores, pneus e demais configurações e partes de performance dos carros, além de teto de custos por etapa e por temporada.
A categoria foi criada em março de 2013 pela Federação Internacional de Automobilismo (FIA) — o órgão internacional responsável pela sanção e administração do automobilismo — após aprovação do Conselho Mundial de Automobilismo da FIA, como uma categoria básica para jovens pilotos, fazendo a ponte entre o kart e a Fórmula 3. A categoria faz parte do FIA Global Pathway. O ex-piloto de Fórmula 1, Gerhard Berger foi nomeado presidente da Comissão de Monopostos da FIA para supervisionar a criação da categoria como uma resposta ao declínio do interesse nos campeonatos nacionais de Fórmula 3 devido ao aumento dos custos e caminhos alternativos à Fórmula 1, como a partir da Fórmula Renault e das GP2 e GP3 Series, que haviam interrompido vários campeonatos nacionais de Fórmula 3. No lugar de categorias mundiais caras, um número de categorias regionais correm com o nome de Fórmula 4, como o Campeonato Brasileiro de Fórmula 4.
Inicialmente, esses campeonatos de Fórmula 4 iniciaram como uma categoria monomarca, porém, o regulamento técnico abriu espaço para várias fabricantes de chassis e motores serem introduzidas na categoria. Cada campeonato regional utiliza motores de uma única fabricante, com o regulamento obrigando o deslocamento de 1.600cc (1.6L) e limitando a potência em 162 cv (119.3 kW), mais potente que a Fórmula Ford porém mais fraco que a Fórmula Renault. Os motores são equalizados de forma que nenhum campeonato tenha carros mais rápidos que o outro e com a intenção também — apesar de longo prazo — de limitar os custos em € 100 mil por temporada.

## Chassis homologados
Para ser homologado como um carro para a Fórmula 4, o chassis deve cumprir os requisitos da FIA, respeitando regulamentos técnicos e comerciais. Quatro marcas conseguiram aprovar seus carros para a categoria.

### Primeira Geração

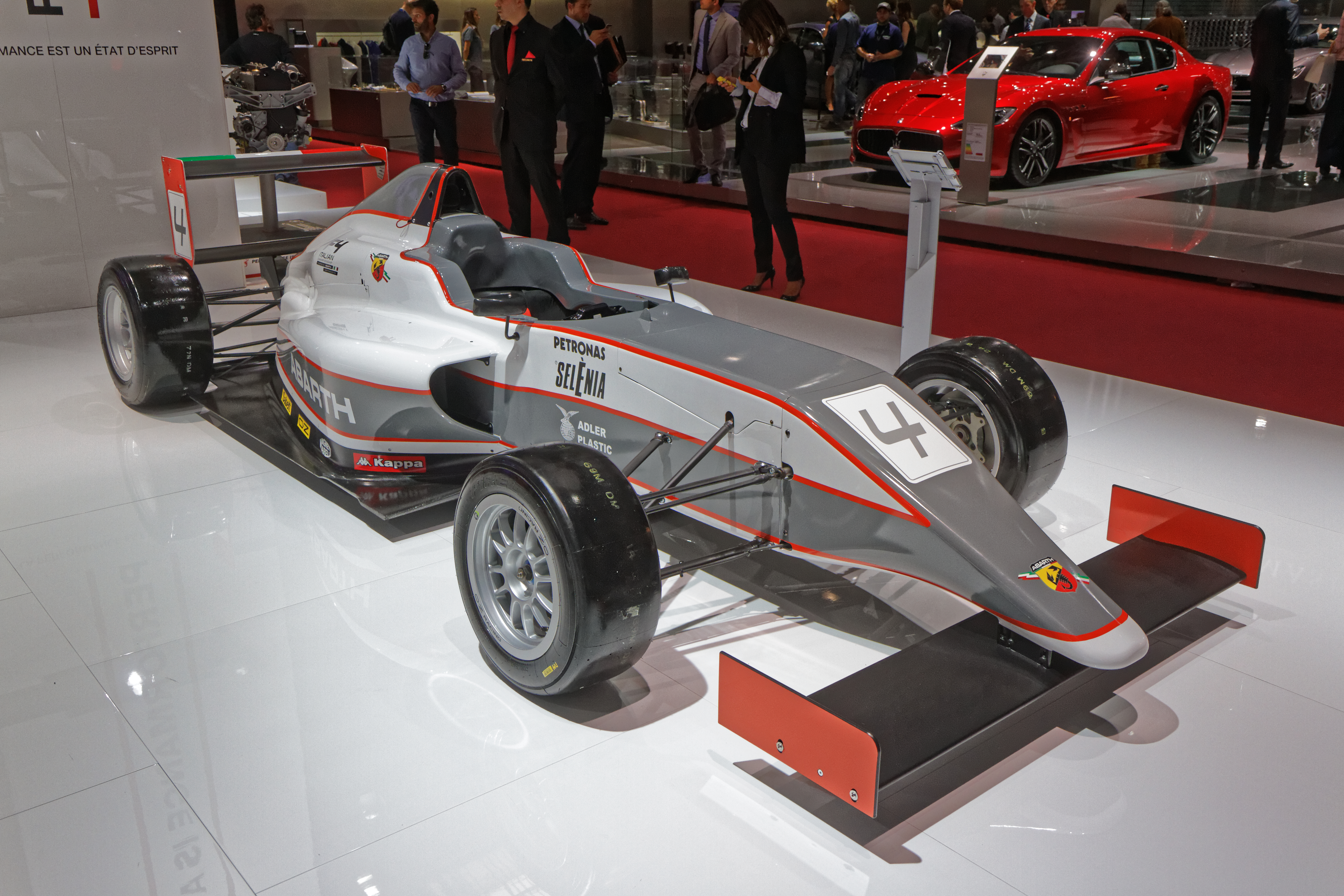
Tatuus F4-T014 (2014-)
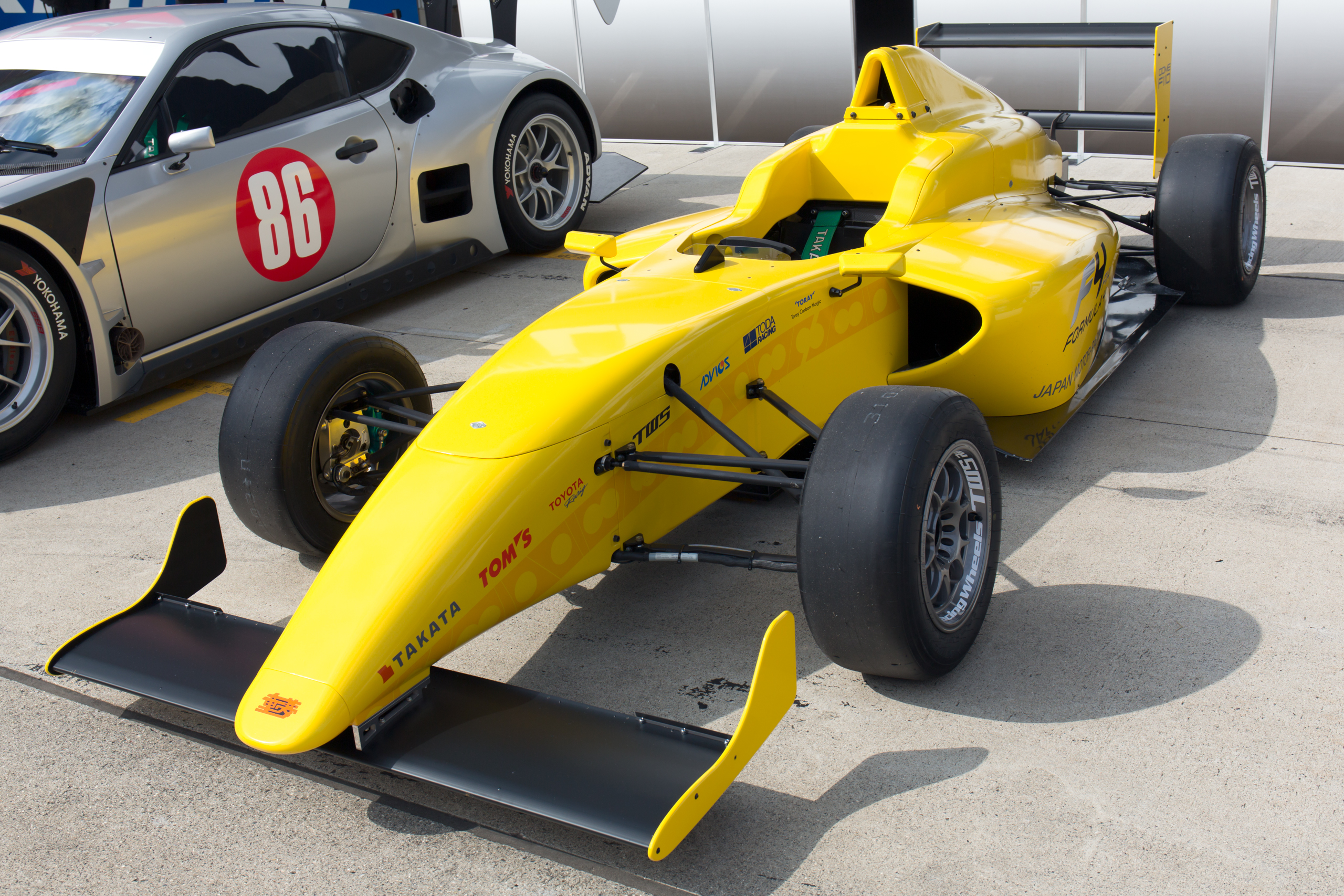
Dome F110 (2015-)
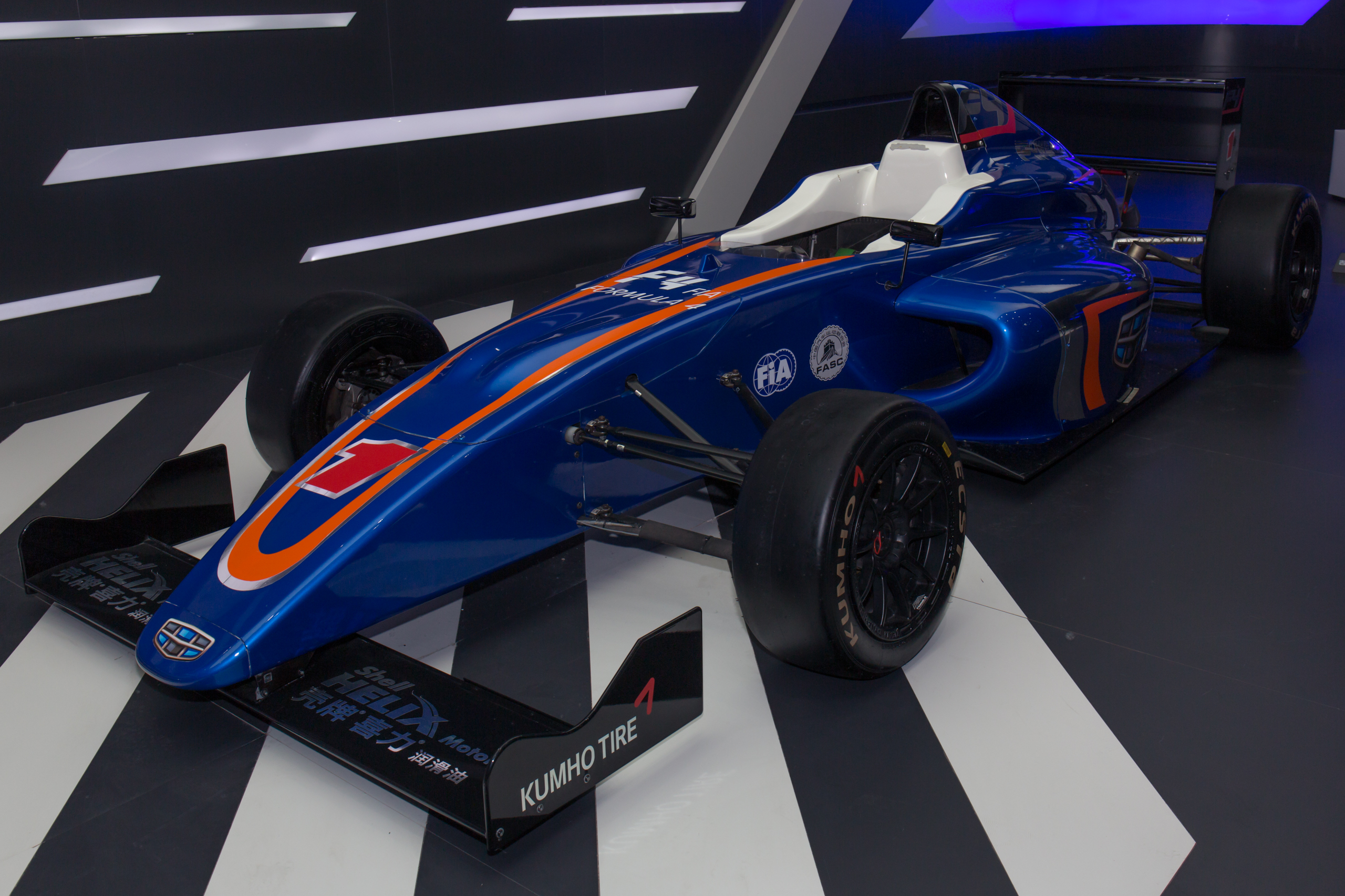
Mygale M14-F4 (2015-)
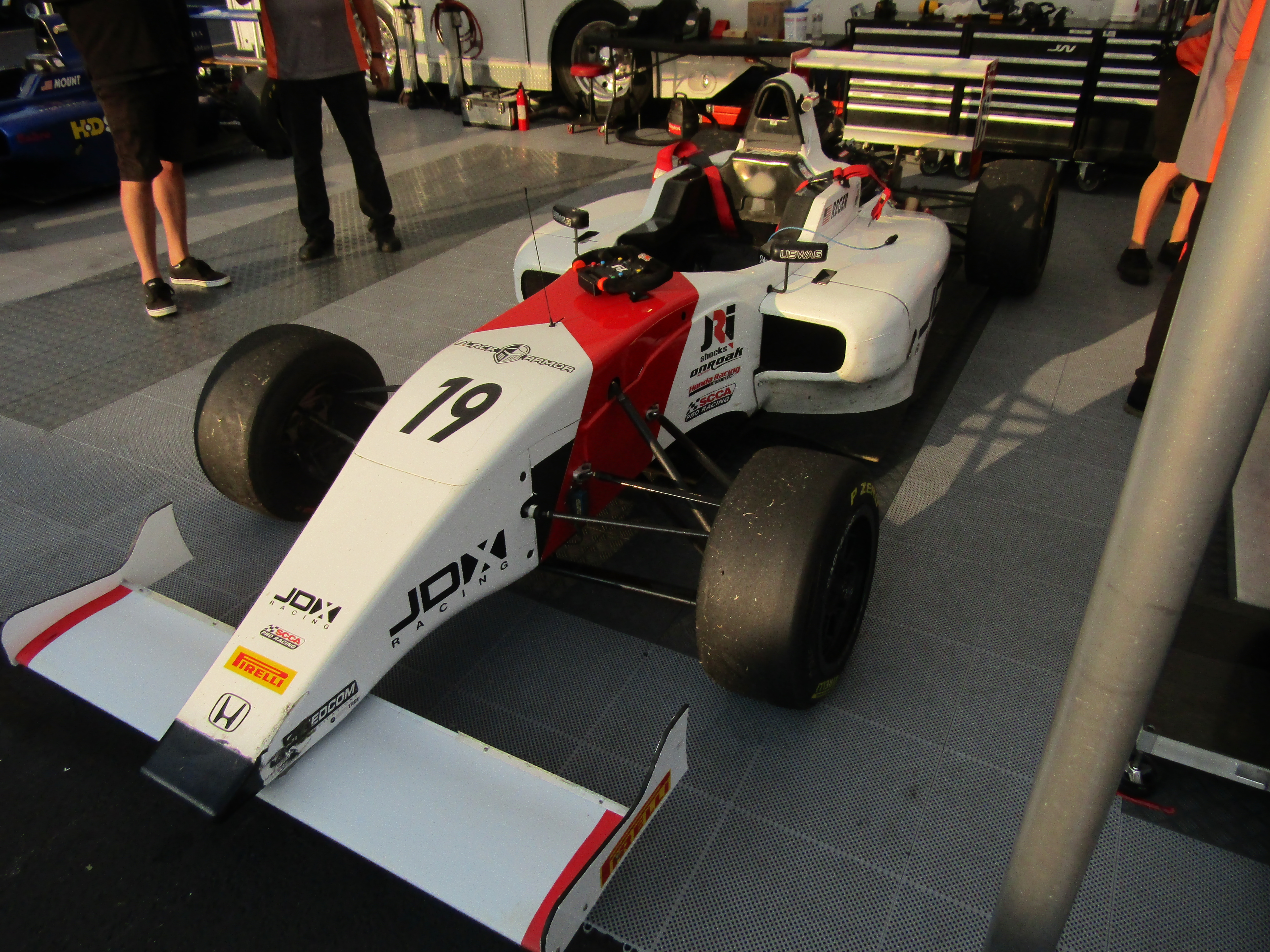
Ligier JS F4 (2016-)

### Segunda Geração

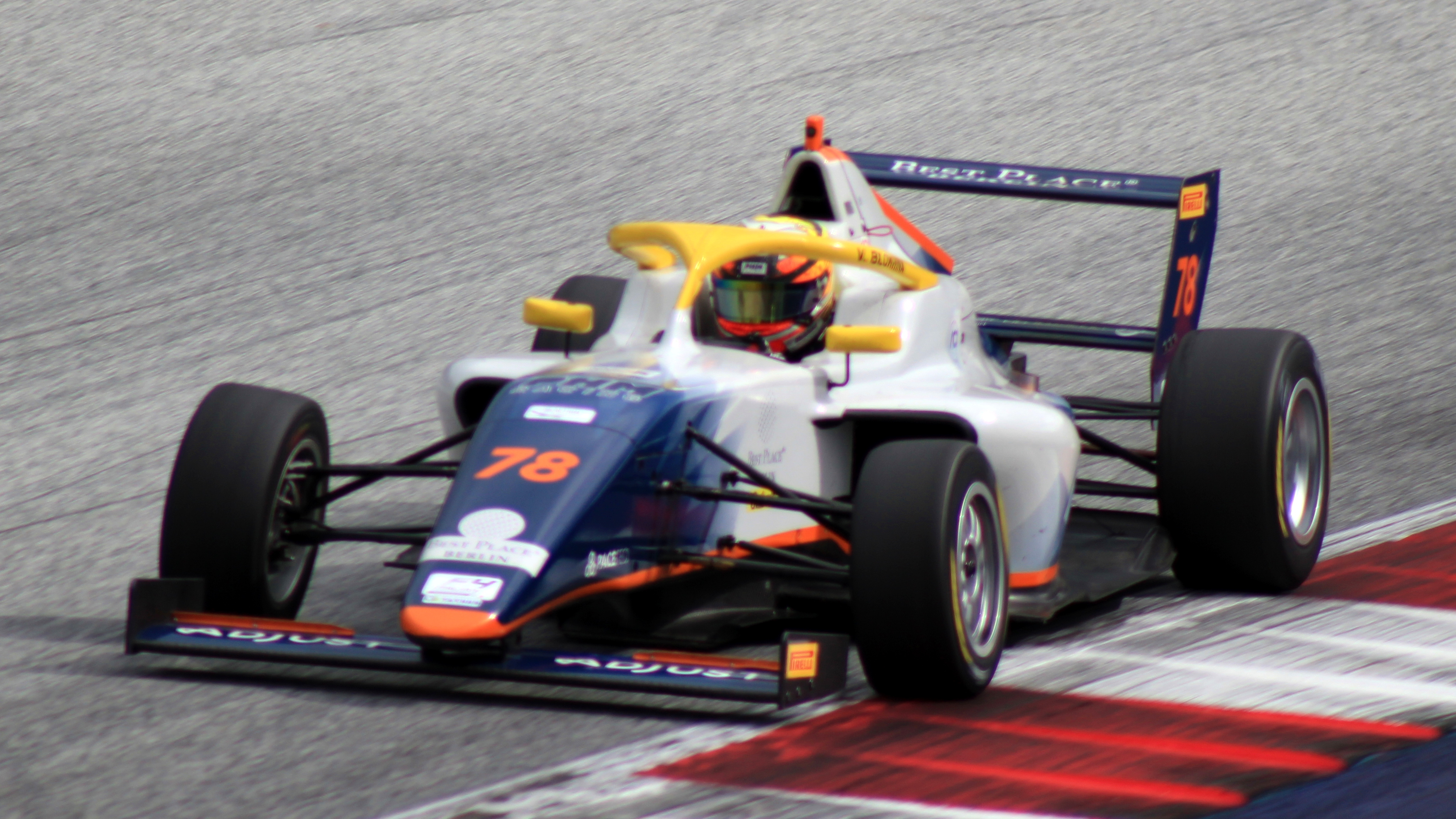
Tatuus F4-T421 (2021-)
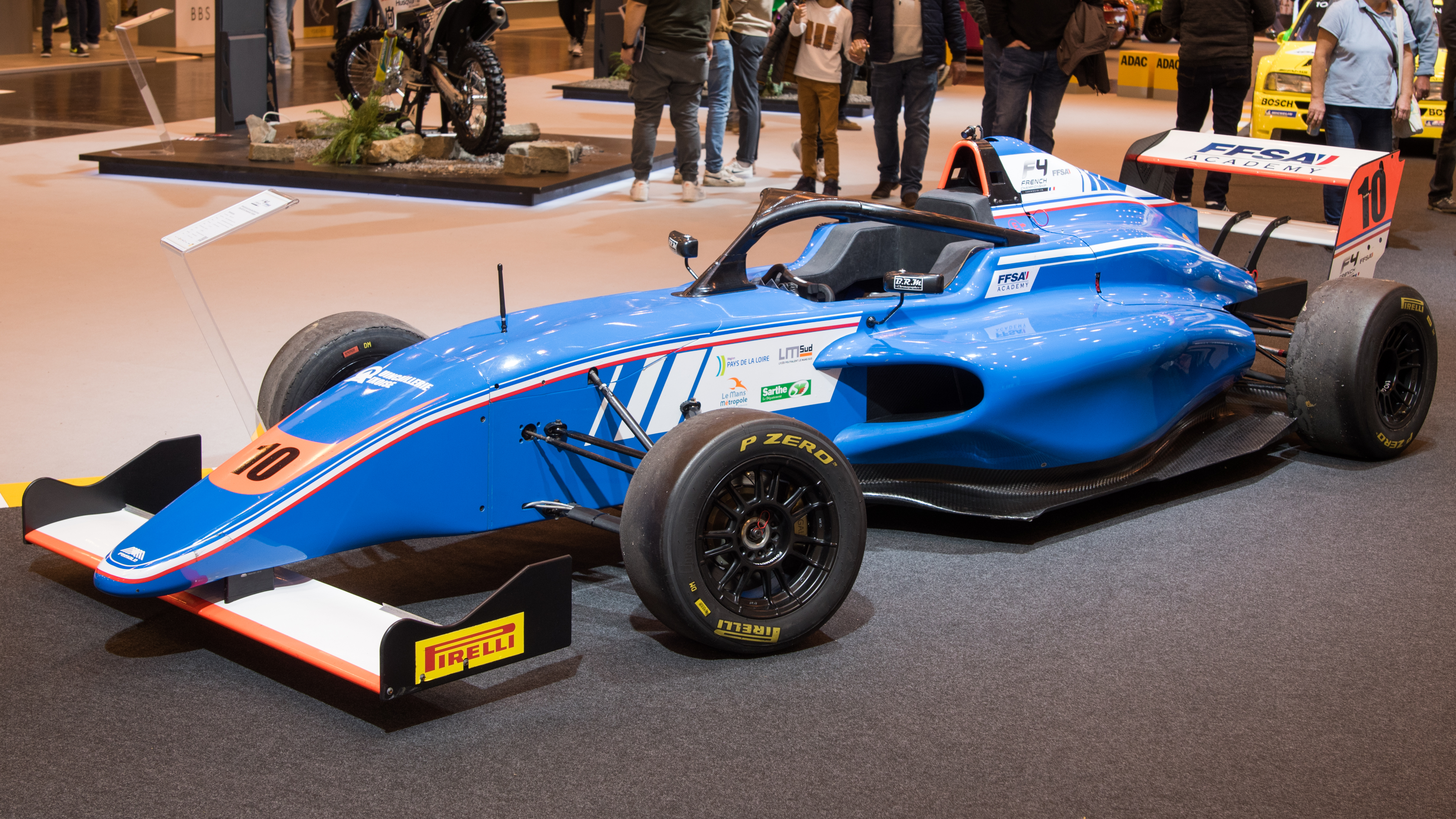
Mygale M21-F4 (2022-)

## Motores homologados
Para ser homologado como motor para a Fórmula 4, a unidade propulsora deve cumprir os requisitos da FIA. De acordo com os regulamentos, um motor da Fórmula 4 deve durar (pelo menos) 10 mil km e ter um preço máximo de €9,500. Somente motores de quatro cilindros são permitidos, tanto aspirados quanto turboalimentados. A potência é limitada em 162 cv (119 kW), porém o deslocamento é ilimitado. Sete marcas homologaram seus motores na categoria.
| Fabricante/Modelo | Abarth FTJ (414TF)                  | Ford Ecoboost                       | Geely G-Power JLD-4G20              | Honda K20 C2                        | Renault F4R                         | TOM'S-Toyota 3ZR                          | Ligier Storm V4                     |
| ----------------- | ----------------------------------- | ----------------------------------- | ----------------------------------- | ----------------------------------- | ----------------------------------- | ----------------------------------------- | ----------------------------------- |
| Cilindrada        | 1.400cc (1.4L)                      | 1.600cc (1.6L)                      | 2.000cc (2.0L)                      | 2.000cc (2.0L)                      | 2.000cc (2.0L)                      | 2.000cc (2.0L)                            | 1.650cc (1.6L)                      |
| Tipo de Motor     | Quatro cilindros em linha           | Quatro cilindros em linha           | Quatro cilindros em linha           | Quatro cilindros em linha           | Quatro cilindros em linha           | Quatro cilindros em linha                 | V4                                  |
| Válvulas          |                                     | DOHC                                | DOHC (CVVT)                         |                                     | DOHC (VVT)                          | DOHC (VVT)                                |                                     |
| ECU               | Magneti Marelli                     | Life Racing F88GDI4                 |                                     | GEMS Honda GDi80 D                  | Life Racing F88GDI4                 |                                           |                                     |
| Transmissão       | Sadev, sequencial, seis velocidades | Sadev, sequencial, seis velocidades | Sadev, sequencial, seis velocidades | Sadev, sequencial, seis velocidades | Sadev, sequencial, seis velocidades | Toda Racing, sequencial, seis velocidades | Sadev, sequencial, seis velocidades |

## Campeonatos

### FIA Motorsport Games
Uma corrida de Fórmula 4 é parte do FIA Motorsport Games, um evento bienal contando com uma variedade de disciplinas do automobilismo, como kartismo, drift, rali e e-sports, além de corrida em circuito.

### Campeonatos regionais/nacionais sancionados pela FIA
Em 2025, a FIA reconhece treze campeonatos de Fórmula 4. Estes campeonatos são disputados nos regulamentos da categoria e são aprovados pela FIA como campeonatos nacionais de Fórmula 4. Pilotos que disputam esses campeonatos podem receber pontos para a Superlicença FIA, que é requerida para um piloto disputar a Fórmula 1.
| Ano Inicial | Nome                                        | País/Região                               | Chassis                                   | Motor                                      | Observações                                                                               |
| ----------- | ------------------------------------------- | ----------------------------------------- | ----------------------------------------- | ------------------------------------------ | ----------------------------------------------------------------------------------------- |
| 2014        | Campeonato Italiano de Fórmula 4            | Itália                                    | Tatuus                                    | Abarth                                     | Substituiu a Fórmula Abarth                                                               |
| 2015        | Campeonato Japonês de Fórmula 4             | Japão                                     | Dome (2014 - 2023) Toray (2024 - Hoje)    | TOM'S-Toyota                               |                                                                                           |
| 2015        | Campeonato Britânico de Fórmula 4           | Reino Unido                               | Mygale (2015 - 2021) Tatuus (2022 - Hoje) | Ford (2015 - 2021) Abarth (2022 - Hoje)    | Substituiu a Fórmula Ford Britânica                                                       |
| 2015        | Campeonato Chinês de Fórmula 4              | China                                     | Mygale (2015 - 2021)                      | Geely                                      |                                                                                           |
| 2015        | Campeonato NACAM de Fórmula 4               | México                                    | Mygale (2015 - 2023) Tatuus (2024 - Hoje) | Ford (2015 - 2023) Abarth (2024 - Hoje)    |                                                                                           |
| 2016        | Campeonato Espanhol de Fórmula 4            | Espanha                                   | Tatuus                                    | Abarth                                     |                                                                                           |
| 2016        | Campeonato dos Estados Unidos de Fórmula 4  | Estados Unidos                            | Ligier                                    | Honda (2016 - 2023) Ligier                 |                                                                                           |
| 2016        | Campeonato do Sudeste Asiático de Fórmula 4 | Sudeste Asiático                          | Mygale (2016 - 2019) Tatuus (2023 - Hoje) | Renault (2016 - 2019) Abarth (2023 - Hoje) | Houve duas iterações do campeonato, uma que durou de 2016 até 2019 e outra criada em 2023 |
| 2018        | Campeonato Francês de Fórmula 4             | França                                    | Mygale                                    | Renault Alpine                             |                                                                                           |
| 2022        | Campeonato Brasileiro de Fórmula 4          | Brasil                                    | Tatuus                                    | Abarth                                     |                                                                                           |
| 2023        | Campeonato Indiano de Fórmula 4             | Índia                                     | Mygale                                    | Alpine                                     |                                                                                           |
| 2023        | Campeonato Centro Europeu de Fórmula 4      | Europa Central                            | Tatuus                                    | Abarth                                     |                                                                                           |
| 2025        | Campeonato do Oriente Médio de Fórmula 4    | Arábia Saudita · Emirados Árabes · Kuwait | Tatuus                                    | Abarth                                     | Expansão do Campeonato dos Emirados Árabes Unidos de Fórmula 4                            |
| 2025        | Copa do Mundo de Fórmula 4                  | Macau                                     | A ser anunciado                           | A ser anunciado                            | Uma categoria de Fórmula 4 foi adicionado ao Grande Prêmio de Macau de 2025               |

### Campeonatos regionais/nacionais não sancionados pela FIA
| Ano Inicial         | Nome                              | País/Região                                        | Chassis                                   | Motor                                   | Observações |
| ------------------- | --------------------------------- | -------------------------------------------------- | ----------------------------------------- | --------------------------------------- | --- |
| 2015-2019 2024-Hoje | AU4 Australian Championship       | Austrália                                          | Mygale (2015 - 2019) Tatuus (2024 - Hoje) | Ford (2015 - 2019) Abarth (2024 - Hoje) | Houve duas iterações do campeonato, uma que durou de 2015 até 2019 e outra criada em 2024. Em 2025, a categoria adotou o nome de AU4 Australian Championshio                                               |
| 2015-2019 2025-Hoje | SMP Fórmula 4                     | Europa Setentrional (2015-2019) Rússia (2025-Hoje) | Tatuus                                    | Abarth                                  | O Campeonato SMP Fórmula 4 foi disputado de 2015 a 2019 antes de perder sua certificação da FIA. Em 2025, o campeonato foi retomado na Rússia.                                                             |
| 2017-Hoje           | Nordic 4                          | Dinamarca                                          | Mygale                                    | Renault                                 | De 2017 a 2023, a categoria era o Campeonato Dinamarquês de Fórmula 4, até perder sua certificação da FIA em 2024 e ser renomeado como Nordic 4                                                            |
| 2022-Hoje           | Campeonato GB4                    | Reino Unido                                        | Tatuus                                    | Abarth (2022-2024) Montune (2025-Hoje)  | |
| 2023-Hoje           | Campeonato E4                     | Europa                                             | Tatuus                                    | Autotechnica                            | De 2023 a 2025, o campeonato era nomeado como Euro 4 |
| 2023-Hoje           | F1 Academy                        | Internacional                                      | Tatuus                                    | Autotecnica                             | Categoria feminina organizada pela Fórmula 1 desde 2023. Apesar de não ser certificada pela FIA, ela agracia pontos para a Superlicença.                                                                   |
| 2023-Hoje           | Fórmula Winter Series             | Espanha Portugal                                   | Tatuus                                    | Autotechnica                            | |
| 2024-Hoje           | Ligier JS F4 Series               | Estados Unidos                                     | Ligier                                    | Honda                                   | O campeonato é um desenvolvimento do Campeonato dos Estados Unidos de Fórmula 4, iniciando em 2024. A categoria utiliza antigos chassis Ligier JS F4, que deixaram de ser utilizados na categoria em 2023. |
| 2024-Hoje           | Fórmula Trophy UAE                | Emirados Árabes Unidos                             | Tatuus                                    | Abarth                                  | Continuação do Campeonato dos Emirados Árabes Unidos de Fórmula 4 |
| 2025-Hoje           | Campeonato Tailandês de Fórmula 4 | Tailândia                                          | Tatuus                                    | Abarth                                  | |

### Extintos
| Anos        | Nome                                               | País/Região            | Chassis | Motor        |
| ----------- | -------------------------------------------------- | ---------------------- | ------- | ------------ |
| 2015 - 2022 | ADAC Fórmula 4                                     | Itália                 | Tatuus  | Abarth       |
| 2016 - 2021 | Campeonato dos Emirados Árabes Unidos de Fórmula 4 | Emirados Árabes Unidos | Tatuus  | Abarth       |
| 2018 - 2019 | Fórmula Academy Finland                            | Finlândia              | Tatuus  | Abarth       |
| 2021        | Campeonato Argentino de Fórmula 4                  | Argentina              | Mygale  | Geely        |
| 2024        | Campeonato Saudita de Fórmula 4                    | Arábia Saudita         | Tatuus  | Autotechnica |

## Campeonatos similares

### USF Juniors
Organizado pela Andersen Promotions, a USF Juniors é o primeiro degrau para a Road to Indy (o roteiro de categorias para a IndyCar Series). A categoria utilizou inicialmente chassis Ligier JS F4 com motores japoneses Honda K20C2 2.0 4-cil, gerando 162 cv (119 kW), porém, utiliza hoje os chassis italianos Tatuus JR-23 (uma variante do chassis F4-T014), com motores japoneses Mazda MZR 2.0 4-cil, com 177 cv (130 kW).

### Fórmula Academy Sul-Americana
A Fórmula Academy Sul-Americana (anteriormente chamada de Fórmula 4 Sul-Americana), foi uma categoria similar a Fórmula 4 que foi lançada em 2014, terminando em 2019. A categoria utilizava um chassis italiano Signatech (similar ao utilizada na Fórmula Renault 1.6 Francesa) e motores FPT. Esses eram os mesmos carros utilizados na Fórmula Futuro Fiat.

### Formula 4 Chile
Organizado pelo Campeonato Nacional de Carreras Federado, a Fórmula 4 Chile iniciou em 2022. A categoria utiliza chassis italianos Tatuus FA010 com motores FPT 414TF 1.4L 4-cil, gerando 187 cv (137 kW). O carro é o mesmo utilizado na Fórmula Abarth de 2011 a 2013.